# Dálnice D1
Dálnice D1 (též Brněnská dálnice) je nejstarší a nejdelší dálnice na území Česka (a historicky první dálnice Československa), která bude po dokončení spojovat Prahu, Brno, Ostravu a česko-polskou hranici, kde na ni navazuje polská dálnice A1. Historie D1 sahá až do 30. let 20. století; původně měla být dopravní osou celého Československa, v současnosti je její nejstarší a nejvýznamnější úsek (Praha–Brno) nejvytíženější v Česku.
Projektovaná délka dálnice je 371 km. Od prosince 2019 jsou v provozu dva souvislé úseky: Praha–Říkovice (267 km) a Přerov – česko-polská hranice u Věřňovic (94 km). Zbývá dokončit 10kilometrovou část kolem Přerova, která by měla být zprovozněna v roce 2025. Nejvyšším mostem na dálnici D1 je most Vysočina, jediným tunelem je tunel Klimkovice. Část současné D1 východně od Brna byla v minulosti součástí různě trasovaných projektů dálnice D47. Koncept D47 byl definitivně zrušen v roce 2006, kdy se tehdejší úseky D47 (Lipník nad Bečvou – státní hranice) staly součástí D1. V roce 2023 byl úsek D1 na území Prahy degradován na místní komunikaci.
Část dálnice D1 v úseku Praha–Brno je součástí IV. panevropského koridoru Drážďany/Norimberk – Praha – Bratislava – Budapešť – Constanța/Soluň/Istanbul.

## Historie

### První plány v meziválečném období
První návrhy na výstavbu dálnice napříč Československem se objevily již ve 30. letech 20. století. První projekt z roku 1935 se jmenoval Národní silnice Plzeň – Košice a příslušná trasa vedla mimo dnešní oblasti či města s vysokou hustotou zalidnění, jako je např. Praha nebo Brno. Alternativní návrh předložil brněnský region, který navrhoval silniční magistrálu z Chebu do Chustu. Tato magistrála by z Chebu do Košic vedla ve dvou větvích (severní a jižní) a dále do Chustu již jen ve větvi jedné. Ani jeden z těchto dvou návrhů neměl podporu příslušných úřadů a k jejich realizaci nedošlo. Úspěšnější byl Jan Antonín Baťa, autor vizionářské knihy Budujme stát pro 40 000 000 lidí, který navrhoval trasu Cheb – Velký Bočkov; na vlastní náklady nechal vypracovat příslušný projekt – navrhl, jak dlouho a z jakých zdrojů se bude dálnice stavět. Trasa se opět vyhýbala důležitým sídlům, ale přesto byla schválena úřady.
Po Mnichovské dohodě a ztrátě pohraničního území bylo nutné plány přepracovat, protože změna poměrů si vynutila i rychlou relokaci všech významných center a vztahů. Nový návrh trasy Praha – Jihlava a okruhu kolem Prahy byl Zemským úřadem v Praze připraven v rekordním čase dvanácti dnů. 5. listopadu 1938 bylo rozhodnuto o vypracování detailních projektů silniční magistrály Praha – Jihlava – Brno – Zlín – slovenská hranice. 13. ledna 1939 byl projekt hotov a schválen. O týden později začala stavba (kácením lesa) na úseku Zástřizly – Lužná, v květnu pak na úseku Praha – Humpolec. S dostavbou celé třísetkilometrové dálnice se počítalo během neuvěřitelných čtyř let. Po okupaci Německem byly plány drobně pozměněny, ale výstavba pokračovala až do roku 1942, kdy byla po postupném omezování definitivně zastavena.

### Poválečná stavba v období komunismu

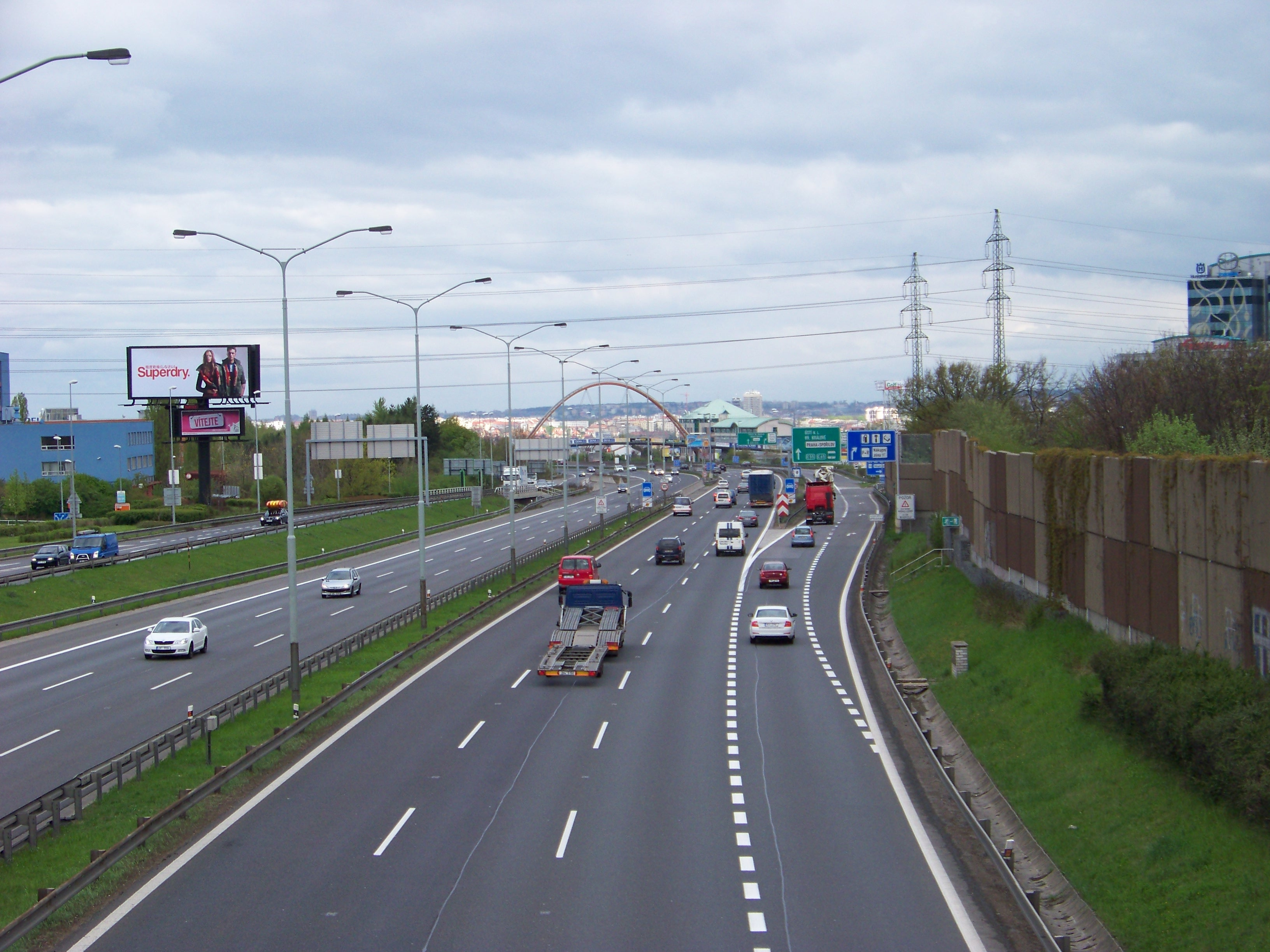
Začátek nejstaršího úseku dálnice v Praze-Chodově

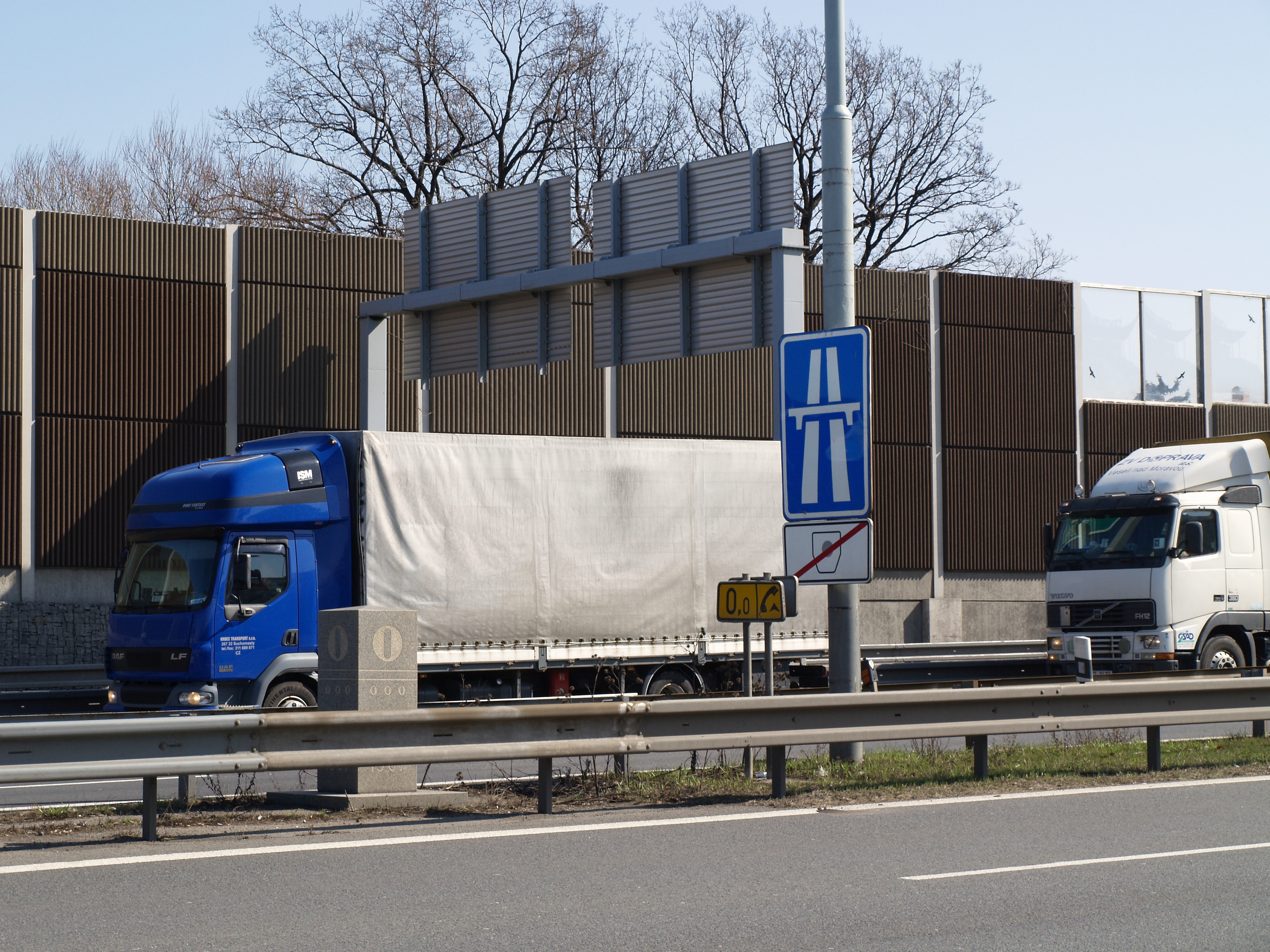
Označení začátku dálnice tamtéž

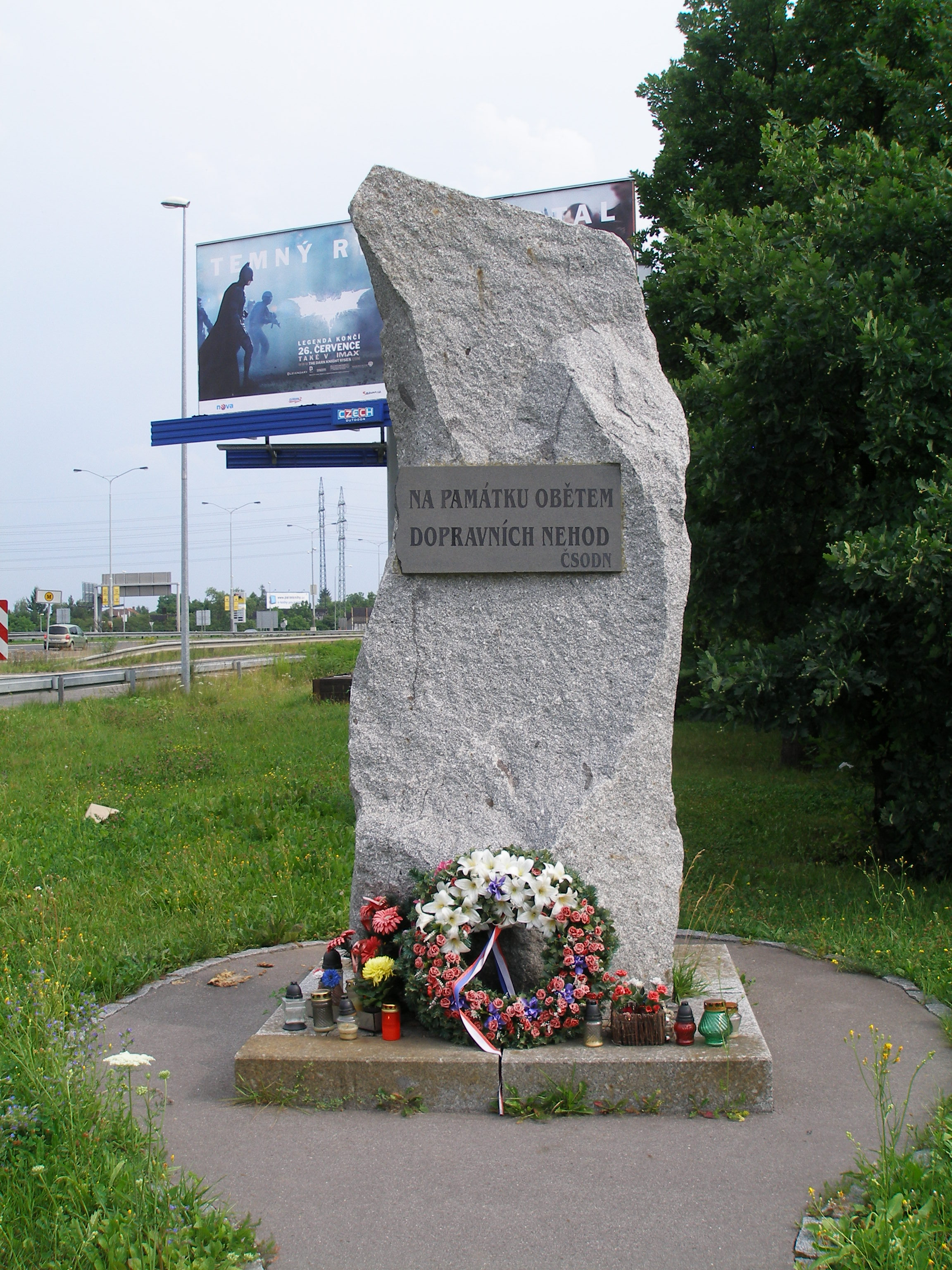
Památník obětem dopravních nehod na začátku dálnice

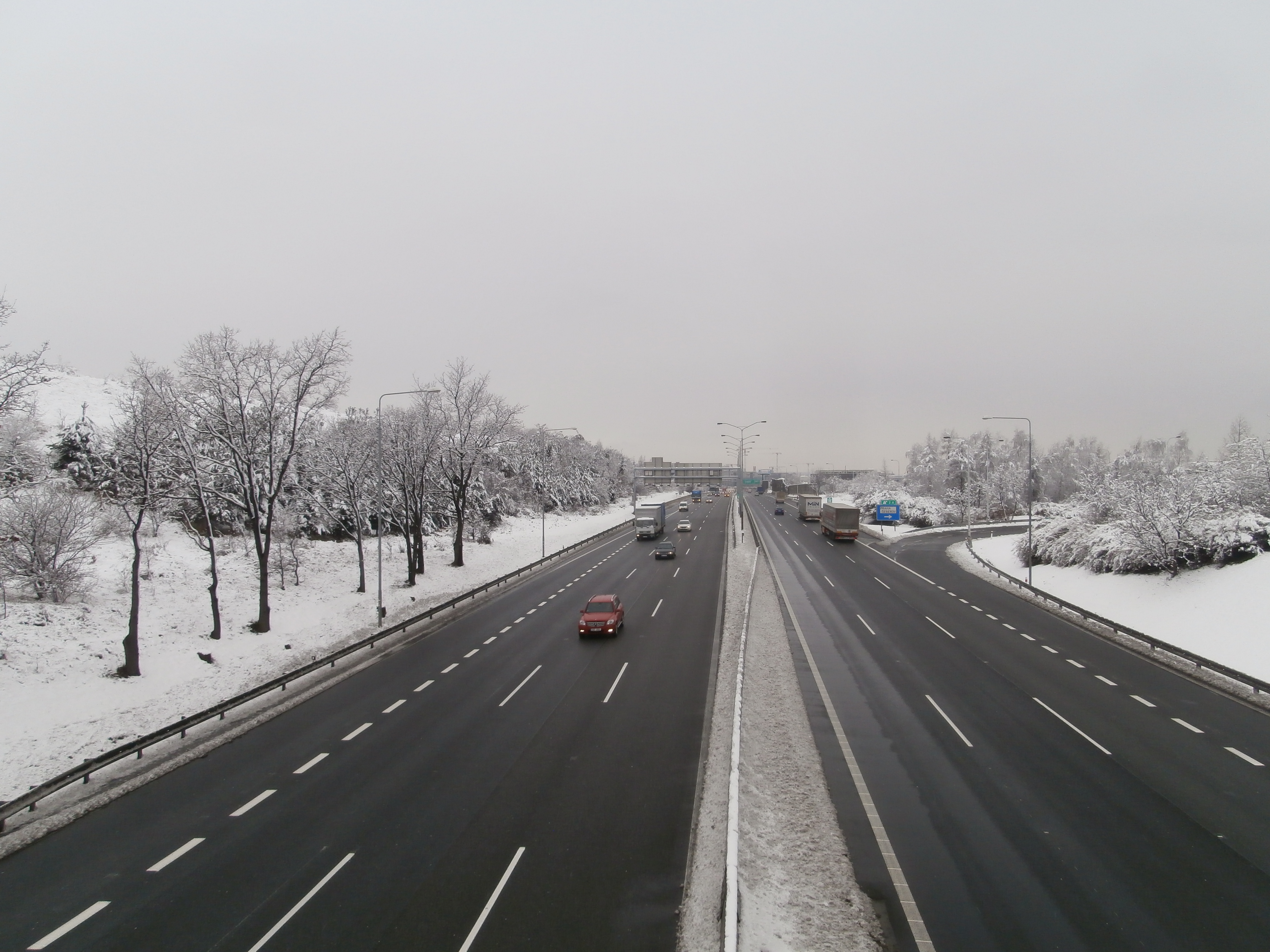
Dálnice D1 na příjezdu do Prahy na 2. kilometru ve směru do centra v zimě, 2016

Po válce bylo nejdříve dekretem prezidenta Beneše 1. října 1945 rozhodnuto o pokračování výstavby, ale po únoru 1948 došlo ke znárodnění stavbu provádějících firem a v roce 1950 se již s dostavbou nepočítalo. Celkově se od roku 1939 do roku 1950 rozestavělo asi 30 % dálnice mezi Prahou a Brnem (60 mostů, 77 km zemního tělesa). Stavební kapacity byly přemístěny na rozsáhlé stavby socialismu a dálnice jako taková ztratila význam.
O obnově stavby dálnice Praha–Brno se rozhodlo až v roce 1963. Přitom bylo rozhodnuto, že se využije v podstatě celé původní dálniční těleso.
Výstavba byla obnovena v roce 1967 a 12. července 1971 byl otevřen první dálniční úsek mezi Prahou a Mirošovicemi. Pokračovalo se rovněž i ve směru od Brna, využito bylo nemálo ze staveb, které vznikly již těsně před, nebo za války. Souvislý dálniční tah mezi Brnem a Prahou byl dokončen 7. listopadu 1980, kdy byl jako poslední dokončen úsek dálnice u Humpolce. Poté stavební práce utichly, neboť hlavní cíl – spojit dálnicí Prahu s Bratislavou (D1 a D2) – byl již splněn a pozornost se zaměřila hlavně na dálnici D5 do Plzně. Přesto bylo ještě do roku 1983 dokončeno protažení k Holubicím, kde se rozdělovaly dopravní proudy směrem na sever Moravy (E462) a na střední Slovensko (E50). Později v letech 1988 a 1992 byly do provozu uvedeny ještě dva úseky až k Vyškovu, opět do bodu významného rozdělení dopravy (směr Olomouc a směr Zlín).

### Nárůst zátěže a změna trasování za Vyškovem
Kvůli vysoké hustotě provozu na začátečním úseku dálnice u Prahy (kudy vedly zároveň hned tři páteřní evropské silnice) byl v letech 1996–1999 přestavěn úsek Chodov–Mirošovice na třípruhový v každém směru. V letech 2006 a 2007 na to navázaly úpravy a přeznačení na tři pruhy i v pražském úseku Spořilov–Chodov.
Úsek Vyškov – Vrchoslavice byl otevřen po dlouhé přestávce až 24. října 2005. V té době již byly dokončeny významné úseky dálnic D5 a D8 a mohlo se proto pokračovat i na území Moravy.
Podle původních plánů ještě z dob Československa měla dálnice D1 vést na Slovensko, kde již existovaly krátké úseky postavené dříve (obchvat Trenčína, Liptovského Mikuláše a krátký úsek z Prešova do Košic), rozpad státu však přinesl novou situaci a celá stavba musela být přehodnocena. Původně projektované vedení přes Starý Hrozenkov k Trenčínu tak bylo v roce 1996 zcela změněno. Nový plán počítal s tím, že D1 bude končit u Lipníka nad Bečvou a tam se bude plynule napojovat na budoucí dálnici D47 (do Ostravy a Polska). V roce 2005 bylo rozhodnuto, že se připravovaná trasa D47 se stane součástí dálnice D1, která tak povede až na česko-polskou hranici za Bohumínem. Směrem ke slovenské hranici má místo toho vést dálnice D49, která se z dálnice D1 odpojuje u Hulína. Ta má vytvářet severní obchvat Zlína a vést k Vizovicím, kde má na ni navazovat kapacitní silnice I/49 vedoucí k Horní Lidči, kde se na státních hranicích má propojit se slovenskou rychlostní silnici R6.
Dálnice D1 zažila velký nárůst provozu hlavně v 90. letech, kdy došlo vzhledem ke změně společensko-politických poměrů k rychlému rozvoji automobilismu a také tranzitní dopravy.[zdroj?] Starší úseky dálnice jsou přitom konstruovány na nižší maximální rychlost, než je dnes běžné, a jsou vedené Českomoravskou vrchovinou v relativně velké nadmořské výšce, kde zejména v zimním období dochází často k nepříznivému počasí (vítr, déšť, sníh, námraza), což vede k vyšší nehodovosti.[zdroj?] Situaci dále ovlivnil vstup Česka do EU (resp. do Schengenského prostoru), kdy zrušením celních kontrol se stala dálnice D1 pro kamionové dopravce atraktivnější spojnicí mezi Německem a střední a východní Evropou než předchozí trasy v Německu a Rakousku.[zdroj?]

### Dostavba na polské hranice a modernizace úseku Praha–Brno
Ve druhé polovině prvního desetiletí 21. století byla postavena část stavěná původně jako dálnice D47. Průtah Ostravou (od Rudné ulice do Bohumína) byl otevřen v listopadu 2007, v roce 2009 byla dálnice (i když někde jen v polovičním profilu, druhá polovina profilu byla zprovozněna o rok později) dovedena z Lipníka nad Bečvou k Ostravě. Díky dálnicím D35 z Lipníka nad Bečvou do Olomouce a D46 z Olomouce do Vyškova byla Ostrava napojena na českou dálniční síť. Současně tak byly dálničně propojeny dvě dosud nesouvislé části D1, byť v případě D46 jde o dálnici stavěnou podle méně náročných norem pro rychlostní silnice.
Dálniční obchvat Kroměříže byl zprovozněn v roce 2007, navazující úseky do Hulína na konci roku 2010 a do Říkovic v červenci 2011. Na konci listopadu 2012 byl uveden do provozu hraniční úsek z Bohumína do Polska.
Pro velkou náročnost byla přestavba úseku Mirošovice – Kývalka na šest pruhů odsunuta do vzdálené budoucnosti (2050) a schválena byla modernizace s rozšířením dálnice z 26,5 metru na 28 metrů bez výkupu pozemků. Rozšíření o 75 cm v každém směru včetně mostů a nadjezdů mělo zvýšit bezpečnost vozidel odstavených na zpevněné krajnici a při vyloučení jednoho směru umožnit provoz sníženou rychlostí ve 2+2 pruzích, nikoli ve 2+1 pruhu jako do té doby. Rizikové přestárlé betonové desky byly rozdrceny a použity pro novou konstrukci dálnice, z nového cementobetonového povrchu zmizely praskliny a nemají se tvořit vyjeté koleje. Modernizace zahrnovala i úpravu odbočovacích a připojovacích pruhů a doplnění protihlukových opatření. Všechna riziková místa ale odstraněna nebyla, např. připojovací pruh u motorestu na km 42 měl být prodloužen, nikoli ale na normovou délku. Rekonstrukce 160 km dálnice byla rozdělena do 21 úseků, celkové náklady se v roce 2012 očekávaly okolo 24 miliard Kč. Modernizace byla zahájena v květnu 2013 a přestavba prvních dvou úseků (Šternov – Psáře, Loket – Hořice) s celkovou délkou necelých 17 km byla dokončena v prosinci 2014. Přestavba všech úseků měla trvat celkem 5 až 10 let. K dokončení modernizace mezi Mirošovicemi a Kývalkou došlo v roce 2021, celkové náklady dosáhly 19,6 miliard korun. Jako poslední byly na přelomu září a října 2021 uvedeny do provozu úseky Koberovice – Humpolec, Velký Beranov – Měřín a Devět křížů – Ostrovačice.

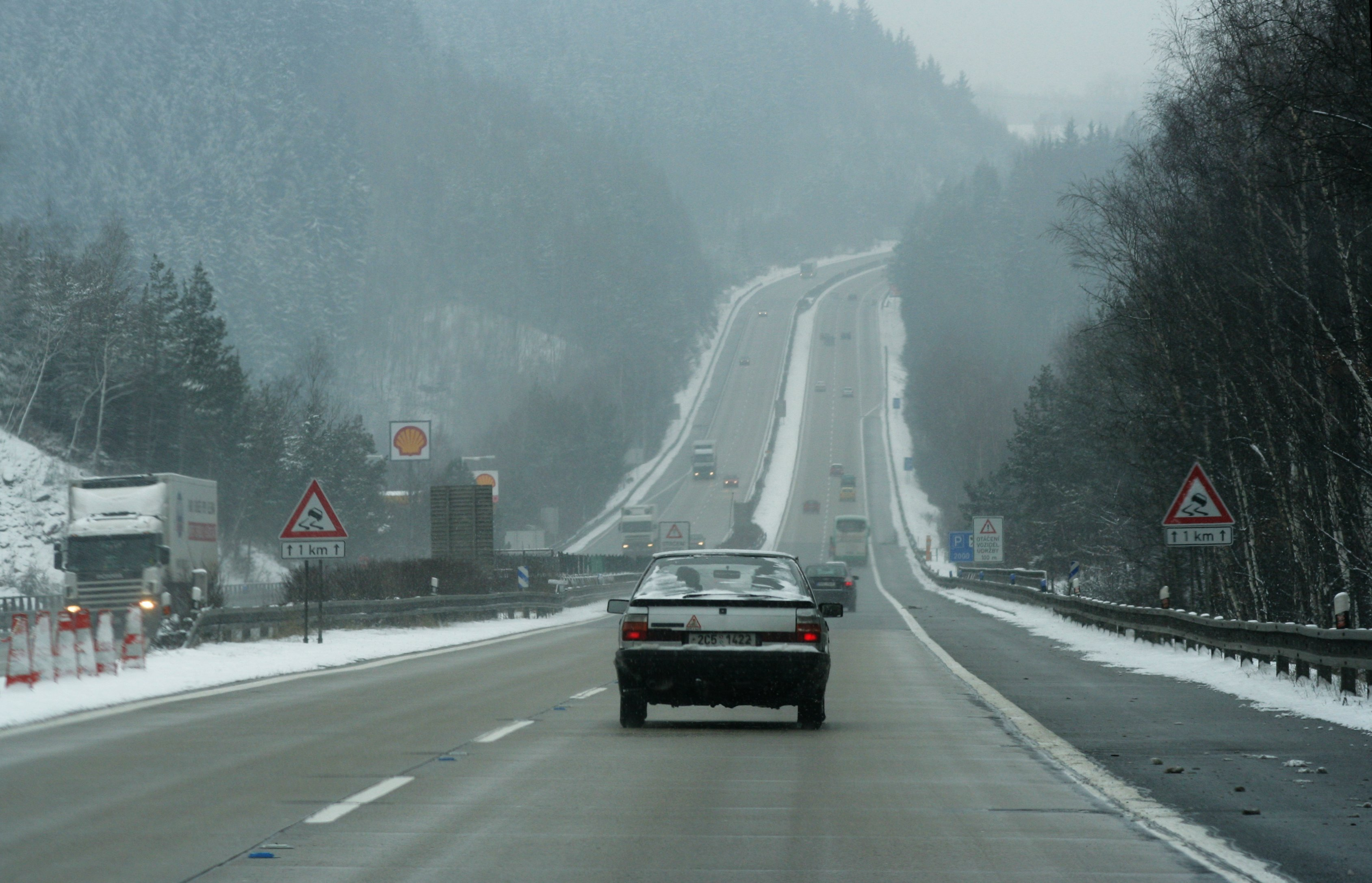
D1 ve Středočeském kraji

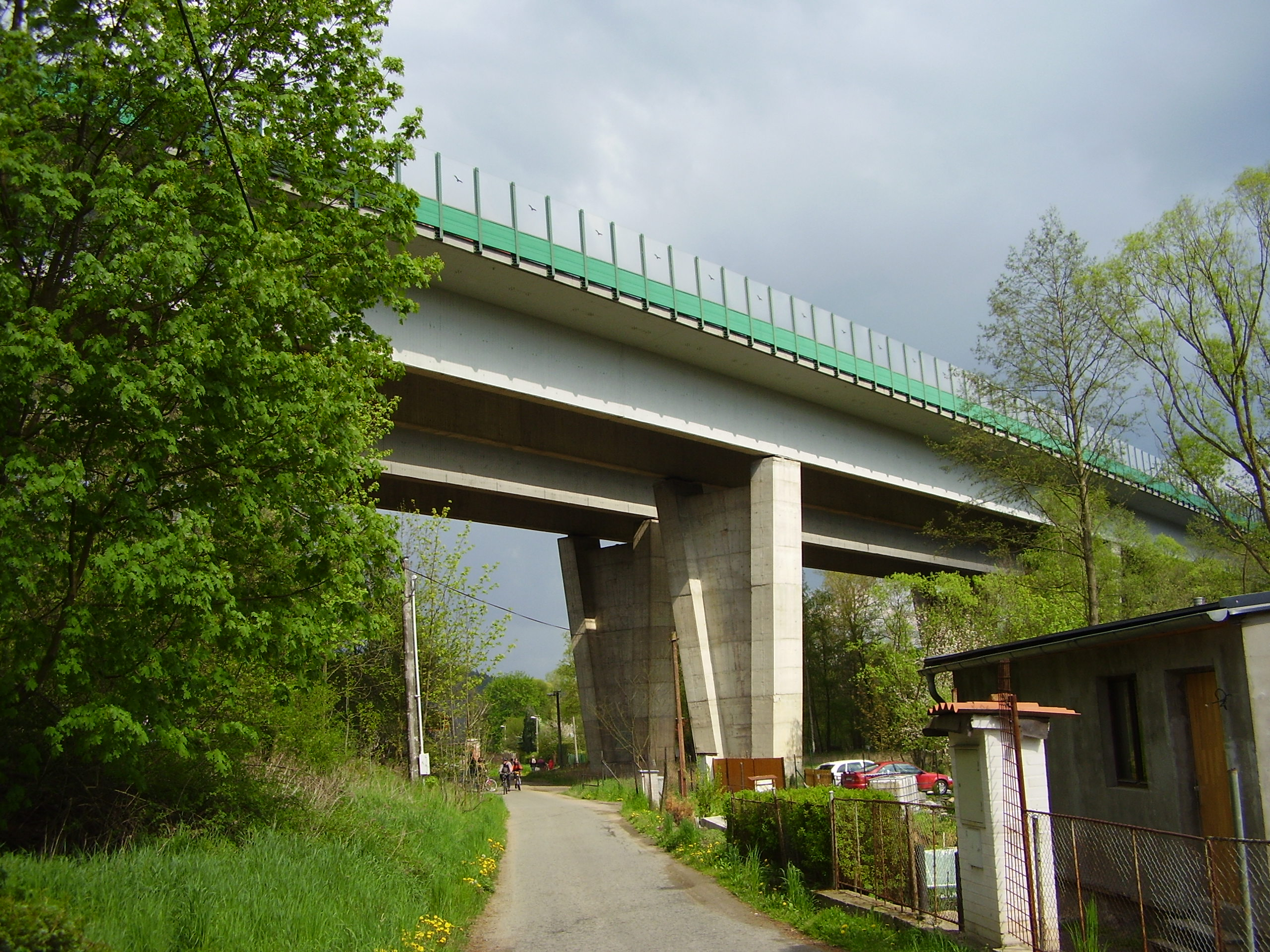
Dálniční most přes údolí Sázavy u Hvězdonic

Stavba dlouho plánovaného úseku mezi Přerovem a Lipníkem nad Bečvou byla zahájena v červenci 2015. Do provozu měl být uveden o tři roky později, k jeho otevření však došlo až v prosinci 2019. Realizace posledního úseku dálnice D1 mezi Říkovicemi a Přerovem, který tvoří obchvat Přerova a byl dlouhodobě blokován pro spor o trasování přes Dluhonice, započala v prosinci 2022. Zprovozněn má být na konci roku 2025.
V km 122,9 u Kozlova byla v roce 2022 v obou směrech instalována dynamická váha v režimu vážení při běžné cestovní rychlosti, tzv. vysokorychlostní váha.
Roku 2023 byla zahájena modernizace D1 kolem Brna, její součástí je rozšíření dálnice na šest pruhů od Kývalky po Holubice. Práce rozdělené do sedmi etap mají být dokončeny v roce 2030.

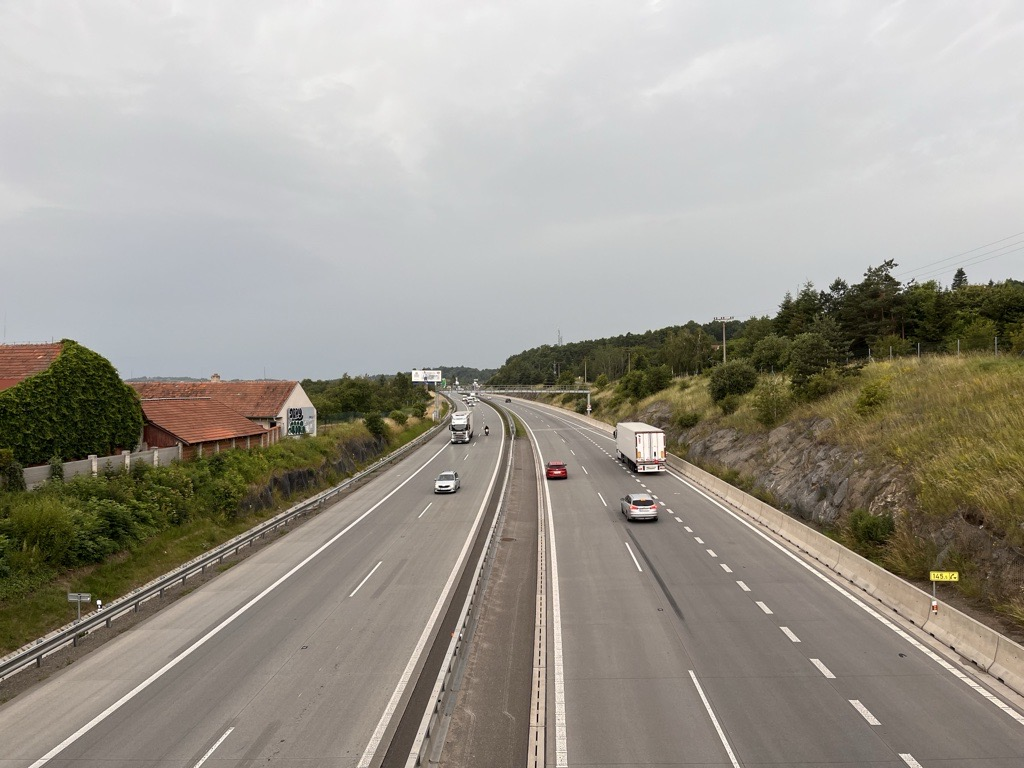
D1 u Velkého Meziříčí (2024)

Protože je dálnice D1 přetížena, výhledově se plánuje její rozšíření na šest jízdních pruhů v celém úseku Praha – Brno. Hlavním problémem je však financování tohoto náročného projektu. Kvůli technické náročnosti výstavby a členitému terénu (četné zářezy či náspy by se rovněž musely rozšiřovat) v trase dálnice by byla totiž cena za rozšíření jednoho kilometru dálnice srovnatelná s cenou výstavby dálnice zcela nové[zdroj?]. Bylo by nutné rozšířit všechny mosty (většinu z nich strhnout a postavit znovu), znovu postavit veškeré příslušenství na kraji dálnice (připojovací a odbočovací pruhy, protihlukové stěny apod.) a je nutné také počítat s velkým objemem zemních prací v zářezech a u náspů. Problémy s financováním prozatím brání realizaci tohoto plánu, navíc se předpokládá, že by zatížení dálnice D1 mělo klesnout po dokončení souběžných komunikací – dálnice D11 z Prahy do Hradce Králové a dálnice D35 z Hradce Králové do Lipníku nad Bečvou.[zdroj?] To předpokládá zprovoznění chybějícího úseku Hradec Králové – Mohelnice (D35), jehož vybudování nebude vzhledem k terénním složitostem ani jednoduché, ani levné.

### Překategorizování pražského úseku
V roce 2022 bylo připravováno překategorizování úseku od nultého kilometru na Chodově přes hranici Prahy (km 5,2) až po křížení s Pražským okruhem (km 10,2) na místní komunikaci nebo silnici II. nebo III. třídy a převedení pražského úseku včetně objektů a pozemků darovací smlouvou do vlastnictví hlavního města Prahy. O této změně se prý hovořilo zhruba od roku 2017. Dne 4. února 2022 ŘSD a Praha uzavřely smlouvu o budoucí darovací smlouvě. Rada města záměr schválila 17. května 2022, zastupitelstvo města usnesením č. 37/42 dne 26. května 2022. Darovací smlouva, kterou stát prostřednictvím ŘSD daroval hlavnímu městu Praze prvních 5,2 km dálnice, byla uzavřena 29. června 2022 a publikována 19. prosince 2022, ve smlouvě je účetní hodnota darovaného majetku vyčíslena na 4 793 160 294 Kč. Pražský úsek dálnice (km 0 – 5,2) má být překategorizován na místní komunikaci I. třídy. Praha se ve smlouvě zavazuje upravit dopravní značení ke dni zprovoznění Pražského okruhu v úseku mezi Běchovicemi a dálnicí D1. Podle vzoru dopravního značení, zpracovaného společností AFRY CZ, který je přílohou smlouvy, má být dosavadní úsek dálnice od Chodova až po exit 6 Průhonice značen jako silnice pro motorová vozidla.
K 1. lednu 2023 byl oznámen přechod úseku km 0,0–5,2 do vlastnictví hlavního města Prahy a vyjmutí ze zpoplatněné sítě. Úsek byl přeznačen na silnici pro motorová vozidla. ŘSD ve své zprávě na Twitteru přitom mylně informovalo o převedení úseku na silnici I. třídy, později zprávu opravilo, že šlo o převod na místní komunikaci I. třídy, tisková mluvčí TSK hl. m. Prahy Barbora Lišková však prý nadále mystifikovala, že jde o silnici I. třídy. Na úseku byly sice vyměněny dopravní značky Dálnice za značky Silnice pro motorová vozidla, směrové tabule však zůstaly v původní zelené dálniční barvě a rovněž byly ponechány původní kilometrovníky a neměnilo se ani staničení zbývajícího úseku dálnice. Na Geoportálu ŘSD byl tento úsek paradoxně zcela vypuštěn, zatímco navazující úseky místních komunikací v Praze jsou i nadále evidovány jako místní komunikace dočasně plnící funkci silnice, mezi něž zrušený úsek dálnice zařazen nebyl.

## Ekologické aspekty
Při výstavbě prvních úseků dálnice v 60. letech 20. století se na ekologické důsledky příliš nehledělo.[zdroj?] Ve snaze využít již hotových staveb ze začátku války byl proto v podstatě beze změny převzat původní plán co nejpřímější spojnice Prahy a Brna, byť kvůli tomu v tomto úseku vede nepříliš vhodným terénem, převážně řídce osídlenými oblastmi (jediné větší město na trase je Jihlava) a mnohde do té doby jen málo dotčenou přírodou. Jedinou významnější změnou se stala korekce trasy u nově postavené vodní nádrže Švihov (v původní trase tak zbyla dvě mostní torza, dnes téměř zatopená). Přesto zde dálnice stále prochází ochranným pásmem nádrže, což pro vozidla přepravující nebezpečný náklad (značka B18) vynucuje dlouhou objízdnou trasu převážně po silnicích II. třídy. Je možné, že v polistopadové době by bylo zvoleno výrazně jiné trasování dálnice (např. podél původní silnice přes Kolín a Havlíčkův Brod).
Ekologická hnutí se snaží ovlivnit trasy a parametry nových úseků dálnice, stavěné nebo plánované až po společenských změnách v listopadu 1989 ve snaze omezit její negativní vliv na životní prostředí. V rámci řízení byly a jsou vznášeny různé připomínky a odvolání; nejvýrazněji se to projevilo v úseku kolem Přerova (viz výše), jehož dostavba se tím značně opozdila za zbytkem dálnice. Úsek kolem Přerova se tak stal posledním nedokončeným úsekem dálnice; jeho zprovoznění bylo naplánováno na prosinec 2025.
Mezi environmentálně citlivé části dálnice patří také:
- vedení D1 přes obec Hladké Životice;[zdroj?]
- vedení D1 přes Vrbické jezero;[zdroj?]
- rozšíření D1 u Brna a celkové vedení dálnic v okolí Brna.[zdroj?]

## Přehled úseků
| Číslo     | Úsek                                                                 | Délka     | Kategorie | Zahájení výstavby  | Uvedení do provozu                       | Křižovatky                                                                    |
| --------- | -------------------------------------------------------------------- | --------- | --- | ------------------ | ---------------------------------------- | ----------------------------------------------------------------------------- |
| 002       | Spořilov – Čestlice km 0,000 – km 8,199                              | 8,199 km  | Spořilov – Chodov: D28/120 Chodov – Jesenice: D34/120 (původně D28/120) Jesenice – Mirošovice: D32/120 (původně D28/120) | 8. září 1967       | 12. července 1971                        | Spořilov (exit 1) Chodov (exit 2) Průhonice (exit 6) Čestlice (exit 8)        |
| 003       | Čestlice – Mirošovice km 8,199 – km 21,255                           | 13,056 km | Spořilov – Chodov: D28/120 Chodov – Jesenice: D34/120 (původně D28/120) Jesenice – Mirošovice: D32/120 (původně D28/120) | 8. září 1967       | 12. července 1971                        | Jesenice (exit 10) Říčany (exit 12) Všechromy (exit 15) Mirošovice (exit 21)  |
| 005       | Mirošovice – Šternov km 21,255 – km 41,494                           | 20,239 km | Mirošovice – Hvězdonice: D28/120 (původně D26,5/120) kromě: Hrusice – Lensedly (km 23,350–24,350): D26,5/120             | prosinec 1969      | červenec 1977                            | Hvězdonice (exit 29) Ostředek (exit 34) Šternov (exit 41)                     |
| 008       | Šternov – Soutice km 41,494 – km 56,472                              | 14,978 km | D28/120 (původně D26,5/120)                                                                                              | březen 1972        | červenec 1977                            | Psáře (exit 49) Soutice (exit 56)                                             |
| 009       | Soutice – Loket km 56,472 – km 66,420                                | 9,948 km  | D28/120 (původně D26,5/120)                                                                                              | prosinec 1969      | červenec 1977                            | Loket (exit 66)                                                               |
| 010       | most přes Sedlický potok km 62,095                                   |           | D28/120 (původně D26,5/120)                                                                                              | září 1969          | červenec 1977                            | —                                                                             |
| 006       | Loket – Hořice km 66,420 – km 74,940                                 | 8,520 km  | D28/120 (původně D26,5/120)                                                                                              | červenec 1972      | červenec 1977                            | —                                                                             |
| 011A      | most Píšť přes vodní nádrž Švihov km 76,490                          |           | D28/120 (původně D26,5/120)                                                                                              | červen 1972        | 6. května 1979 (½) 6. října 1979         | —                                                                             |
| 012       | most Podolí u Koberovic km 81,220                                    |           | D28/120 (původně D26,5/120)                                                                                              | červen 1972        | 6. května 1979 (½) 6. října 1979         | —                                                                             |
| 011B      | Hořice – Jiřice km 74,940 – km 85,200                                | 10,260 km | D28/120 (původně D26,5/120)                                                                                              | červen 1974        | 6. května 1979 (½) 6. října 1979         | Hořice (exit 75) Koberovice (exit 81)                                         |
| 011B      | Jiřice – Humpolec km 85,200 – km 91,314                              | 6,114 km  | D28/120 (původně D26,5/120)                                                                                              | červen 1974        | 22. listopadu 1979 (½) 8. listopadu 1980 | Humpolec (exit 90)                                                            |
| 013       | Humpolec – Krasoňov km 91,314 – km 92,700                            | 1,386 km  | D28/120 (původně D26,5/120)                                                                                              | červen 1976        | 22. listopadu 1979 (½) 8. listopadu 1980 | —                                                                             |
| 013       | Krasoňov – Pávov km 92,700 – km 111,980                              | 19,280 km | D28/120 (původně D26,5/120)                                                                                              | červen 1976        | 8. listopadu 1980                        | Větrný Jeníkov (exit 104)                                                     |
| 014A      | Pávov – Řehořov km 111,980 – km 127,280                              | 15,300 km | D28/120 (původně D26,5/120)                                                                                              | začátkem 1976      | 22. listopadu 1979                       | Pávov (exit 112) Velký Beranov (exit 119)                                     |
| 014B      | Řehořov – Měřín km 127,280 – km 134,454                              | 7,174 km  | D28/120 (původně D26,5/120)                                                                                              | březen 1974        | 28. října 1976                           | Měřín (exit 134)                                                              |
| 015A      | Měřín – Velké Meziříčí-západ km 134,454 – km 140,996                 | 6,542 km  | D28/120 (původně D26,5/120)                                                                                              | červenec 1972      | prosinec 1976                            | Velké Meziříčí-západ (exit 141)                                               |
| 015A      | Velké Meziříčí-západ – Velké Meziříčí-východ km 140,996 – km 148,526 | 7,530 km  | D28/120 (původně D26,5/120)                                                                                              | červenec 1972      | 28. listopadu 1978                       | Velké Meziříčí-východ (exit 146)                                              |
| 016       | most Vysočina ve Velkém Meziříčí km 144,245                          |           | D28/120 (původně D26,5/120)                                                                                              | duben 1972         | 28. listopadu 1978                       | —                                                                             |
| 015B      | Velké Meziříčí-východ – Lhotka km 148,526 – km 153,592               | 5,066 km  | D28/120 (původně D26,5/120)                                                                                              | červen 1971        | květen 1975                              | Lhotka (exit 153)                                                             |
| 015B      | Lhotka – Velká Bíteš km 153,592 – km 162,774                         | 9,182 km  | D28/120 (původně D26,5/120)                                                                                              | červen 1971        | prosinec 1975                            | Velká Bíteš (exit 162)                                                        |
| 017       | Velká Bíteš – Kývalka km 162,774 – km 182,281                        | 19,507 km | D28/120 (původně D26,5/120)                                                                                              | duben 1969         | 3. listopadu 1973                        | Devět křížů (exit 168) Ostrovačice (exit 178)                                 |
| 017       | Kývalka – Brno-západ km 182,281 – km 190,474                         | 8,223 km  | D28/120 | duben 1969         | 6. září 1972                             | Kývalka (exit 182) Brno-západ (exit 190)                                      |
| 019       | Brno-západ – Brno-centrum km 190,474 – km 194,221                    | 3,747 km  | D28/120 | červenec 1973      | 28. října 1976                           | Brno-centrum (exit 194)                                                       |
| 019       | Brno-centrum – Brno-jih km 194,221 – km 196,674                      | 2,453 km  | D28/120 | červenec 1973      | 30. září 1978                            | Brno-jih (exit 196)                                                           |
| 0131      | Brno-jih – Brno-východ km 196,674 – km 203,449                       | 6,775 km  | D26,5/120 | duben 1979         | 9. září 1983                             | Brno-Slatina (exit 201)                                                       |
| 0131      | Brno-východ – Holubice km 203,449 – km 211,034                       | 7,585 km  | D26,5/120 | duben 1979         | prosinec 1982                            | Brno-východ (exit 203) Holubice (exit 210)                                    |
| 47011     | Holubice – Tučapy km 211,034 – km 219,999                            | 8,965 km  | D26,5/120 | prosinec 1984      | 11. listopadu 1988                       | Rousínov (exit 216)                                                           |
| 47012     | Tučapy – Vyškov km 219,999 – km 229,675                              | 9,676 km  | D26,5/120 | květen 1989        | 30. července 1992                        | Vyškov-západ (exit 226)                                                       |
| 0133      | Vyškov – Mořice km 229,429 – km 245,513                              | 16,084 km | D26,5/120 | duben 2002         | 24. října 2005                           | Vyškov-východ (exit 230) Ivanovice na Hané (exit 236) Mořice (exit 244)       |
| 0134.1/I  | Mořice – Vrchoslavice km 245,513 – km 247,004                        | 1,491 km  | D26,5/120 | prosinec 2004      | 24. října 2005                           | —                                                                             |
| 0134.1/II | Vrchoslavice – Kojetín km 247,004 – km 253,629                       | 6,625 km  | D26,5/120 | 24. května 2007    | 17. září 2009                            | Kojetín (exit 253)                                                            |
| 0134.2    | Kojetín – Kroměříž-západ km 253,629 – km 257,629                     | 4,000 km  | D26,5/120 | 12. května 2006    | 23. září 2008                            | —                                                                             |
| 0134.3    | Kroměříž-západ – Kroměříž-východ km 257,629 – km 260,629             | 3,000 km  | D26,5/120 | 21. února 2005     | listopad 2007(½) 15. srpna 2008          | Kroměříž-západ (exit 258) Kroměříž-východ (exit 260)                          |
| 0135      | Kroměříž-východ – Hulín km 260,629 – km 265,429                      | 4,800 km  | D26,5/120 | 12. května 2008    | 3. prosince 2010                         | Hulín-západ (exit 264) Hulín (exit 265)                                       |
| 0135      | Hulín – Říkovice km 265,429 – km 271,929                             | 6,500 km  | D26,5/120 | 12. května 2008    | 11. července 2011                        | —                                                                             |
| 0136      | Říkovice – Přerov km 271,929 – km 282,029                            | 10,100 km | D26,5/120 | 20. prosince 2022  | plánováno 12/2025                        | Říkovice Přerov-západ Přerov-sever                                            |
| 0137      | Přerov – Lipník nad Bečvou km 282,029 – km 296,341                   | 14,312 km | D26,5/120 | 14. července 2015  | 12. prosince 2019                        | Lipník-Trnávka Bohuslávky (exit 294)                                          |
| 4704      | Lipník nad Bečvou – Bělotín km 296,341 – km 311,718                  | 15,377 km | D34/120 | 26. listopadu 2004 | 25. listopadu 2008                       | Lipník nad Bečvou (exit 297) Hranice (exit 308) Bělotín (exit 311)            |
| 4705      | Bělotín – Hladké Životice km 311,718 – km 329,815                    | 18,097 km | D27,5/120 | 23. května 2006    | 25. listopadu 2009 (½) 22. října 2010    | Mankovice (exit 321) Hladké Životice (exit 330)                               |
| 4706      | Hladké Životice – Bílovec km 329,815 – km 341,496                    | 11,681 km | D27,5/120 | 6. dubna 2006      | 25. listopadu 2009                       | Butovice (exit 336)                                                           |
| 4707      | Bílovec – Ostrava-Rudná km 341,496 – km 353,173                      | 11,677 km | D28/120 | 25. března 2005    | 6. května 2008                           | Bravantice (exit 342) Klimkovice (exit 349)                                   |
| 4708      | Ostrava-Rudná – Hrušov km 353,351 – km 361,891                       | 8,540 km  | D28/120 | 16. října 2003     | 1. prosince 2007                         | Ostrava-Rudná (exit 354) Ostrava-Centrum (exit 357) Ostrava-Přívoz (exit 361) |
| 47091/1   | Hrušov – Vrbice km 361,891 – km 366,351                              | 4,460 km  | D28/120 | 19. května 2004    | 1. prosince 2007                         | Vrbice (exit 365)                                                             |
| 47091/2   | Vrbice – Bohumín km 366,351 – km 370,551                             | 4,200 km  | D28/120 | 1. října 2004      | 1. prosince 2007                         | —                                                                             |
| 47092     | Bohumín – státní hranice (Česko/Polsko) km 370,551 – km 376,498      | 6,113 km  | D27,5/120 | 6. dubna 2008      | 30. listopadu 2012                       | Bohumín (exit 370) Bohumín (exit 372)                                         |

## Modernizace v úseku Mirošovice–Kývalka
V roce 2013 byla zahájena modernizace dálnice D1 v úseku Mirošovice–Kývalka o celkové délce 161 km. Práce byly rozděleny do 21 stavebních úseků. Kromě výměny povrchu vozovky, nového odvodnění a dalších prací došlo k rozšíření vozovky o 0,75 m (změna z kategorie D26,5/120 na kategorii D28/120) na každé straně tak, aby bylo možné při uzavření jedné poloviny dálnice vést dopravu obousměrně v režimu 2+2 po zbylé polovině. Modernizace dálnice v úseku Mirošovice–Kývalka (vyjma mostu Šmejkalka) byla dokončena 2. října 2021.
V roce 2018 byl z projektu modernizace vyřazen most Šmejkalka s nejbližším okolím o celkové délce 1000 m (původně úsek 01), který dle ŘSD svým charakterem do ní nezapadal a vyžadoval speciální postup. K zahájení prací na jeho rekonstrukci došlo v červenci 2023, práce na rozšíření na kategorii D29,5/120 mají být dokončeny roku 2027.
| Č. | Úsek                                         | Staničení (km)    | Délka     | Zahájení stavby   | Uvedení do provozu |
| -- | -------------------------------------------- | ----------------- | --------- | ----------------- | ------------------ |
| 02 | Mirošovice – Hvězdonice                      | 20,854 – 29,500   | 8,600 km  | 13. října 2018    | 1. srpna 2021      |
| –  | Most Šmejkalka                               | 23,350 – 24,350   | 1,000 km  | 14. července 2023 | plánováno 2027     |
| 03 | Hvězdonice – Ostředek                        | 29,500 – 34,140   | 4,640 km  | 20. května 2015   | 30. října 2016     |
| 04 | Ostředek – Šternov                           | 34,140 – 41,340   | 7,200 km  | 25. března 2017   | 30. září 2018      |
| 05 | Šternov – Psáře                              | 41,340 – 48,590   | 7,250 km  | 7. května 2013    | 1. prosince 2014   |
| 06 | Psáře – Soutice                              | 48,590 – 56,300   | 7,710 km  | 12. března 2016   | 20. října 2017     |
| 07 | Soutice – Loket                              | 56,300 – 66,320   | 10,020 km | 8. března 2019    | 26. října 2020     |
| 09 | Loket – Hořice                               | 66,320 – 75,920   | 9,600 km  | 15. května 2013   | prosinec 2014      |
| 10 | Hořice – Koberovice                          | 75,920 – 82,417   | 6,497 km  | 31. března 2017   | 14. září 2018      |
| 11 | Koberovice – Humpolec                        | 82,417 – 91,240   | 8,823 km  | 7. září 2019      | 28. září 2021      |
| 12 | Humpolec – Větrný Jeníkov                    | 91,240 – 104,820  | 13,580 km | 15. března 2018   | duben 2021         |
| 14 | Větrný Jeníkov – Jihlava                     | 104,820 – 113,320 | 8,500 km  | 12. dubna 2013    | 25. září 2015      |
| 15 | Jihlava – Velký Beranov                      | 113,320 – 119,300 | 5,980 km  | 24. září 2016     | 13. srpna 2018     |
| 16 | Velký Beranov – Měřín                        | 119,300 – 134,014 | 14,714 km | 1. dubna 2019     | 2. října 2021      |
| 18 | Měřín – Velké Meziříčí-západ                 | 134,014 – 141,200 | 7,186 km  | 7. září 2015      | 16. listopadu 2017 |
| 19 | Velké Meziříčí-západ – Velké Meziříčí-východ | 141,200 – 148,526 | 6,200 km  | 29. března 2019   | 29. listopadu 2020 |
| 20 | Velké Meziříčí-východ – Lhotka               | 148,526 – 153,720 | 6,300 km  | 18. března 2017   | 18. září 2018      |
| 21 | Lhotka – Velká Bíteš                         | 153,720 – 162,750 | 9,030 km  | 11. dubna 2013    | 4. září 2015       |
| 22 | Velká Bíteš – Devět křížů                    | 162,750 – 168,170 | 5,420 km  | 13. dubna 2016    | 20. července 2017  |
| 23 | Devět křížů – Ostrovačice                    | 168,170 – 178,500 | 10,330 km | 21. března 2020   | 1. října 2021      |
| 25 | Ostrovačice – Kývalka                        | 178,500 – 181,990 | 3,490 km  | 9. června 2015    | 6. listopadu 2016  |

## Modernizace v úseku Kývalka–Holubice
V letech 2023–2030 má Ředitelství silnic a dálnic v plánu zmodernizovat dálnici D1 kolem Brna mezi křižovatkami Kývalka a Holubice o celkové délce 30 km. Stavba je rozdělená do sedmi úseků. Stávající čtyřpruhová komunikace (kategorie D26,5/120) má být rozšířena na šestipruhovou (nově kategorie D33,5/120), vyjma koncové části Tvarožná–Holubice (nově kategorie D28/120). Součástí modernizace je také přestavba křižovatek Brno-centrum a Brno-jih a vybudování nových křižovatek Černovická terasa a Tvarožná. Práce na prvním úseku mezi křižovatkami Brno-centrum a Brno-jih byly zahájeny 1. srpna 2023.
| Číslo úseku | Úsek                              | Staničení (km)    | Délka    | Zahájení výstavby | Uvedení do provozu |
| ----------- | --------------------------------- | ----------------- | -------- | ----------------- | ------------------ |
| 01171       | MÚK Kývalka – MÚK Brno-západ      | 181,500 – 189,075 | 8,000 km | plánováno 2028    | plánováno 2031     |
| 01191.B     | MÚK Brno-západ – MÚK Brno-centrum | 189,095 – 194,542 | 5,006 km | plánováno 2028    | plánováno 2031     |
| 01191.C     | MÚK Brno-centrum – MÚK Brno-jih   | 194,560 – 196,000 | 1,440 km | 1. srpna 2023     | 7. dubna 2025      |
| 01191.A     | MÚK Brno-jih                      | 195,969 – 197,520 | 1,500 km | plánováno 2025    | plánováno 2027     |
| 01311       | Brno-jih – Brno-východ            | 197,500 – 204,730 | 6,200 km | plánováno 2027    | plánováno 2030     |
| 01313       | MÚK Černovická terasa             |                   | 0,560 km | plánováno 2026    | plánováno 2029     |
| 01312       | Brno-východ – Holubice            | 204,730 – 211,000 | 6,775 km | plánováno 2026    | plánováno 2031     |

## Dálniční oddělení Policie ČR
Policie České republiky má pro dálnici D1 zřízena následující dálniční oddělení:
- dálniční oddělení Mirošovice[63]
- dálniční oddělení Bernartice[63]
- dálniční oddělení Velký Beranov[64]
- dálniční oddělení Domašov[65]
- dálniční oddělení Ivanovice na Hané[65]
- dálniční oddělení Mankovice[66]
- dálniční oddělení Ostrava[66]

## V kultuře
Dokumentární filmy

Most přes dálnici D1 u Dubovky v 70. letech 20. století

- První kilometry, Československo, 1970[67]
- D1, Česko, 2016[68][69]
- Dálnice D1 – modernizace za provozu, Česko, 2022[70][71]